# Thomas Goddard Bergin

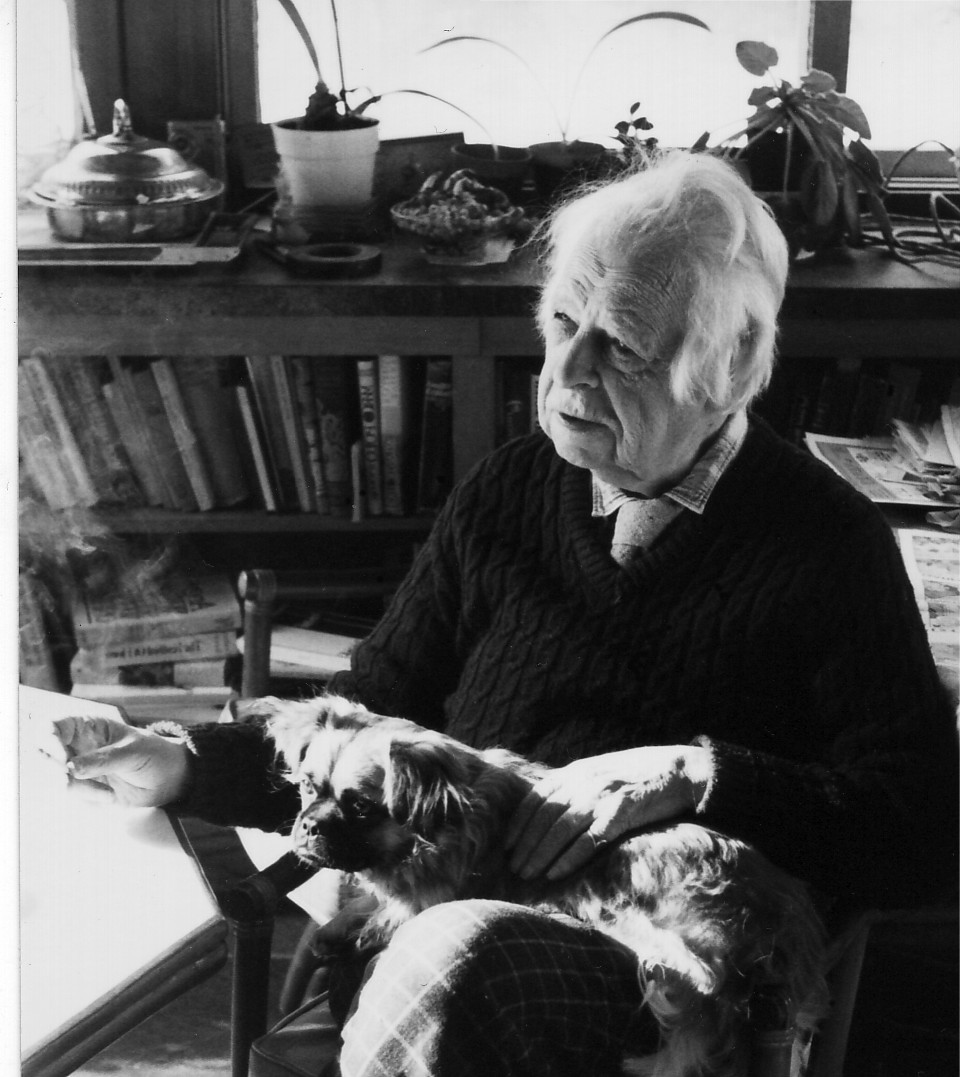
Thomas Goddard Bergin

Thomas Goddard Bergin (* 17. November 1904 in New Haven, Connecticut; † 30. Oktober 1987 in Madison, Connecticut) war ein US-amerikanischer Romanist, Italianist und Provenzalist.

## Leben und Werk
Thomas Bergin studierte an der Yale University und promovierte 1929 mit der Arbeit Giovanni Verga (New Haven 1931, Westport 1969). Er war von 1925 bis 1930 Instructor in Yale, von 1930 bis 1935 Associate Professor an der Western Reserve University in Cleveland, von 1935 bis 1941 Professor für Romanistik an der University at Albany, The State University of New York und von 1941 bis 1948 in der gleichen Funktion an der Cornell University in Ithaca (zwischendurch Kriegsdienst in Italien).
Ab 1949 lehrte Bergin an der Yale University, zuerst als Benjamin Barge Professor, von 1957 bis zu seiner Emeritierung 1973 als Sterling Professor. 1947 war er Präsident der American Association of Teachers of Italian.
Bergin war Ehrendoktor des Hofstra College (1958) und der State University of New York at Binghamton (1984). An der Yale University wurden ein Stipendium und ein Raum nach ihm benannt.

## Weitere Werke

### Monographien
- Luciano Zuccoli. Ritratto umbertino, Rom 1940
- (mit George Irving Dale) Spanish grammar, New York 1943
- (mit Ernest Hatch Wilkins) A History of Italian literature, Cambridge, Mass. 1954, 1974
- Il canto 9. del "Paradiso", Rom 1959
- Dante, New York 1965, 1976
- An approach to Dante, London 1965
- (mit Ernest Hatch Wilkins) A Concordance to the Divine comedy of Dante Alighieri, Cambridge, Mass. 1965
- Perspectives on the Divine Comedy, New Brunswick 1967, Bloomington/London 1970
- A diversity of Dante, New Brunswick 1969
- Dante’s Divine comedy, Englewood Cliffs 1971
- Gridiron glory. Yale football 1952–72, New Haven 1978
- Boccaccio, New York 1981
- (mit Nathaniel B. Smith) An Old provençal primer, New York 1984
- The Game. The Harvard-Yale football rivalry, 1875–1983, New Haven 1984
- Invito alla Divina commedia, Bari 1986

### Herausgeber- und Übersetzertätigkeit
- (Hrsg.) Modern Italian short stories, Boston 1938
- (Hrsg. mit Theodore Andersson) French plays: Brieux, Hervieu, Mirbeau, New York 1941
- (Hrsg. mit Raymond Thompson Hill) Anthology of the Provençal troubadours, New Haven 1941, 1973
- (Übersetzer mit Max Harold Fisch) The autobiography of Giambattista Vico, Ithaca 1944, 1963
- (Übersetzer mit Max Harold Fisch) Giambattista Vico, The New Science,  Ithaca 1944, Garden City 1961, Ithaca/London 1994
- (Übersetzer) Niccolò Machiavelli, The prince, New York 1947, Franklin Center 1978, 1986
- (Hrsg. und Übersetzer) Dante, Inferno, New York 1948
- (Hrsg. und Übersetzer) Dante, Purgatorio, New York 1953
- (Hrsg. und Übersetzer) Dante, Paradise, New York 1954
- (Hrsg.) The rhymes of Francesco Petrarca. A selection of translations, London/Edinburgh 1954
- (Hrsg. und Übersetzer) Dante, The Divine Comedy, Arlington Heights 1955
- (Hrsg. und Übersetzer) The poems of William of Poitou, New Haven 1955
- (Hrsg.) Raimbaut de Vaqueiras, Vers, Florenz 1956
- (Hrsg.) Bertran de Born, Liriche, Varese 1964
- (Übersetzer) An Anthology of italian verse, Montreal 1964
- (Hrsg. und Übersetzer) The sonnets of Petrarch, Verona 1965
- (Hrsg.) From time to eternity. Essays on Dante’s Divine comedy, New Haven 1967
- (Übersetzer) Dante, The Divine Comedy, New York 1969
- (Hrsg. und Übersetzer) Petrarca, Bucolicum carmen, New Haven/London 1974
- (Hrsg. und Übersetzer) Petrarca, Selected sonnets, odes, and letters, Arlington Heights 1985
- (Hrsg. mit Jennifer Speake) Encyclopaedia of the Renaissance, London 1987, 2004 (italienisch 1993)
- (Übersetzer mit Anne Paolucci) Giacomo Leopardi, Selected poems, Smyrna, Del. 2003